# Gracilinanus aceramarcae
Gracilinanus aceramarcae är en pungdjursart som först beskrevs av George Henry Hamilton Tate 1931. Gracilinanus aceramarcae ingår i släktet Gracilinanus och familjen pungråttor. IUCN kategoriserar arten globalt som livskraftig. Inga underarter finns listade.
Pungdjuret förekommer i sydöstra Peru och nordvästra Bolivia. Arten vistas i bergstrakter som är 2 600 till 3 300 meter höga. Habitatet utgörs främst av regnskog.
Arten når i genomsnitt en längd (med svans) av 24,5 cm och en vikt av 23 g. Svansen är ungefär 14 cm lång. Pälsen är på ovansidan rödbrun och på undersidan grå-orange. Med sin långa smala nos påminner Gracilinanus aceramarcae om en näbbmus. Arten tillhör pungdjuren men honor saknar pung (marsupium). Hos andra arter av samma släkte är honor mindre än hanar men för Gracilinanus aceramarcae saknas data som skulle bekräfta uppgiften. Individerna växer hela livet och äldre exemplar kan bli påfallande stora.
Artens levnadssätt är nästan helt okänt. Det antas att den har ett liknande beteende som andra medlemmar av släktet Gracilinanus.